# Nina Gold
Nina Gold est une directrice de casting britannique née en 1967 ou 1968. Elle a notamment dirigé la distribution des séries télévisées Game  of Thrones et The Crown, du film Le Discours d'un roi, de la Troisième trilogie de Star Wars ainsi que de tous les films récents de Mike Leigh.
Bien que rares soient les cérémonies des professionnels du cinéma à récompenser les directeurs de casting, Nina Gold a, en 2014, reçu déjà cinq nominations aux Emmy Awards, dont une victoire.

## Biographie

### Carrière
Alors qu'elle est étudiante à l'université de Cambridge, dans les années 1980, Nina Gold est chargée par une connaissance de trouver cinquante figurants pour le tournage d'un clip vidéo, au prétexte qu'il lui sera plus facile de croiser du monde dans ce milieu étudiant. Elle continue par la suite sur cette voie, d'abord dans le cadre de clips de musique et de publicités. Elle devient notamment la collaboratrice régulière des réalisateurs Mike Leigh et Tom Hooper. 
Nina Gold est considérée comme l'une des directrices de casting les plus influentes du Royaume-Uni,.

### Vie privée
Nina Gold est mariée à Frank Hewetson, membre de Greenpeace qui a notamment été détenu en Russie avec d'autres activistes du groupe des « Arctic 30 ». Ils ont deux enfants,.

## Filmographie sélective

### Télévision
- 2005–2007 : Rome (22 épisodes) de John Milius, William J. MacDonald et Bruno Heller
- 2008 : John Adams (minisérie) de Tom Hooper
- 2011–2019 : Game of Thrones (67 épisodes) de David Benioff et D. B. Weiss
- 2015 : Dans l'ombre des Tudors (minisérie) de Peter Kosminsky
- 2016 : The Crown (20 épisodes) de Peter Morgan
- 2017–présent : Taboo (8 épisodes) de Steven Knight, Tom Hardy et Chips Hardy
- 2019 : Chernobyl (minisérie) de Craig Mazin
- 2022–2025 : Andor (24 épisodes) de Tony Gilroy

### Cinéma
- 2002 : Max de Menno Meyjes
- 2004 : De-Lovely de Irwin Winkler
- 2007 : Hot Fuzz de Edgar Wright
- 2007 : Les Vacances de Mr Bean de Steve Bendelack
- 2008 : The Other Man de Richard Eyre
- 2009 : Le Drôle de Noël de Scrooge de Robert Zemeckis
- 2009-2010 : The Red Riding Trilogy
- 2010 : Le Monde de Narnia : L'Odyssée du Passeur d'Aurore de Michael Apted
- 2010 : Le Discours d'un roi de Tom Hooper
- 2010 : Donne-moi ta main d'Anand Tucker
- 2011 : Jane Eyre de Cary Joji Fukunaga
- 2011 : Attack the Block de Joe Cornish
- 2013 : In Fear de Jeremy Lovering
- 2013 : Rush de Ron Howard
- 2014 : Imitation Game de Morten Tyldum
- 2014 : Une merveilleuse histoire du temps de James Marsh
- 2014 : Exodus: Gods and Kings de Ridley Scott
- 2014 : Les Jardins du roi de Alan Rickman
- 2015 : Seul sur Mars de Ridley Scott
- 2015 : Star Wars, épisode VII : Le Réveil de la Force  de J. J. Abrams
- 2015 : Loin de la foule déchaînée de Thomas Vinterberg
- 2016 : Inferno de Ron Howard
- 2016 : Bridget Jones Baby de Sharon Maguire
- 2017 : Sur la plage de Chesil de Dominic Cooke
- 2017 : Star Wars, épisode VIII : Les Derniers Jedi de Rian Johnson
- 2017 : My Lady de Richard Eyre
- 2018 : Solo: A Star Wars Story de Ron Howard
- 2018 : Mamma Mia! Here We Go Again de Ol Parker
- 2019 : Star Wars, épisode IX : L'Ascension de Skywalker de J. J. Abrams

## Récompenses
Bien que rares soient les cérémonies des professionnels du cinéma à récompenser les directeurs de casting, Nina Gold a, en 2014, reçu déjà cinq nominations aux Emmy Awards, dont une victoire pour la minisérie d'HBO John Adams (2008).
Elle reçoit également un « Special Award » aux BAFTAs en 2016, la première directrice de casting primée de cette manière.